# Campeonato Europeu de Halterofilismo de 1912
O 16º Campeonato Europeu de Halterofilismo foi realizado em Viena, na Áustria entre 13 a 14 de setembro de 1912. Foram disputadas quatro categorias.

## Quadro de medalhas
| Ordem | País     | Medalha de ouro | Medalha de prata | Medalha de bronze | Total |
| ----- | -------- | --------------- | ---------------- | ----------------- | ----- |
| 1     | Áustria  | 4               | 4                | 3                 | 11    |
| 2     | Alemanha | 0               | 0                | 1                 | 1     |
| Total | Total    | 4               | 4                | 4                 | 12    |